# Siliștea Mică, Teleorman
Siliștea Mică este un sat în comuna Siliștea din județul Teleorman, Muntenia, România.